# El monje loco
El Monje Loco fue un exitoso serial de radio mexicano, adaptado luego a historieta y cine.

## Programa de radio
XEW, fundada en 1930 en Ciudad de México, inició la emisión de El Monje Loco en 1937. Salvador Carrasco interpretaba al Monje, que comenzaba siempre sus relatos con la frase:

Nadie sabe, nadie supo, la verdad sobre el pavoroso caso de.......[cita requerida]

rematándolos con una risa macabra.
Hasta inicios de la década de los sesenta, una fonoplatea fascinada escuchaba las espeluznantes historias concebidas, entre otros, por Carlos Riveroll del Prado y Pedro de Urdimalas. Nacho García se encargaba del tétrico sonido del órgano, y los efectos especiales (cadenas, pasos, caballos, puertas) eran producidos por ayudantes de la radio.

## Historieta
Sólo tres años después, el personaje salta a las páginas de la revista "Chamaco", de Publicaciones Herrerías, en formato pequeño. Los capítulos se publicaban con una frecuencia semanal, con guiones de Carlos Riveroll del Prado y dibujos de Juan Reyes Beiker, CARMONA, Antonio Cortess, José Cárdenas y Carmen Estrada.
En el año 1952 comienzan a aparecer historias completas en la revista "Cuentos de abuelito", editada por Corporación Editorial Mexicana. En ella aparecían varios personajes, que se iban alternando en cada publicación. 
El Monje Loco apareció en los siguientes números:
N° 20 - 5 de diciembre de 1952 - El Sepulcro Blanco
N° 22 - 12 de diciembre de 1952 - La Reencarnación de Lina
N° 27 - 9 de enero de 1953 - Venganza de Ultratumba
N° 29 - 16 de enero de 1953 - Herencia Mortal
N° 31 - 23 de enero de 1953 - El Gorila Asesino
Los guiones continuaron siendo de Carlos Riveroll del Prado, las adaptaciones de Rodolfo Loa y los dibujos de Francisco G. Alemán y Héctor Gutiérrez (Hecky).
En julio de 1967 retoma la empresa la Editorial Continente Mina, con argumentos de José P. Candia y dibujos de Jaime León Z.
En diciembre de ese mismo año comienza a aparecer la serie que se haría clásica, editada por Editorial Temporae, sostenida por Editorial Novaro. Contaba con la colaboración de Salvador Carrasco Lemus como guionista y con dibujantes como Rubén Lara Romero y Carlos Moro, además de Juan Rangel, Patricia Moro, Alfonso Trigo, José Santos Reyna, Luis Carlos Hernández, Jorge Lara Romero, Fermín Márquez, Agustín Munive y Agustín Martínez, entre otros, pertenecientes a "Estudios Rubens". La serie constó de 169 números, que aparecieron entre diciembre de 1967 y febrero de 1971.
Posteriormente, a partir de mayo de 1972, el Grupo Editor de México emprendió nuevamente la empresa, publicando unos pocos números con argumentos de Salvador Carrasco Lemus y dibujos de José Lara Romero, Jorge Lara, Luis Carlos Hernández  y letras de Rolando M. Estévez.

## Película
El 12 de diciembre de 1940 se estrenó la película, protagonizada por Salvador Carrasco, el creador del personaje en la radio. La adaptación y dirección era obra del cineasta Alejandro Galindo. Realizada en Estudios Azteca. Producción: Martínez y Méndez. Jefe de producción: Fidel Pizarro. Argumento: Carlos Riveroll del Prado. Asistente: Miguel M. Delgado.
La película constaba de seis episodios:
- La Herencia Negra
- El Horrible Caso de Las Manos Cortadas
- La Gárgola Humana
- El Cristo Justiciero
- Un Pacto Con el Demonio
- La Reencarnación de Vilma Voldoni

Otros intérpretes eran Armando Arriola, Rafael Baledón, Lucila Bowling, Alejandro Cobo, Miguel Inclán, Alicia Ortiz y Arturo Soto Rangel. 
En 1984, Julio Aldama (1931-1989) dirigió otra película con el mismo título.
Los intérpretes fueron Julio Augurio, Luz María Rico, Queta Lavat, Paco Pharrez y Juan Valenti.
La primera parte es la historia del Monje Loco, y la segunda tiene por título "El Talismán Maldito", cuyo argumento corresponde al episodio "La Pata de Mono" de la historieta publicada por Editorial Temporae. La adaptación es de Rafael Portillo y Roberto G. Rivera.